# 仁平勝
仁平 勝（にひら まさる、1949年4月26日 - ）は、日本の俳人・文芸評論家。
東京都武蔵野市吉祥寺に生まれる。東京都立三鷹高等学校、中央大学法学部政治学科を卒業。1979年、古本屋で見つけた坪内稔典編集の『現代俳句』（南方社）を読んで同時代の俳句に興味を抱く。翌年から句作を開始し、第一句集『花盗人』を私家版で上梓。1981年「豈」参加（1999年退会）、「未定」参加（1991年除名）。1983年「俳句評論」に準同人として参加（同年終刊）。1989年「船団」入会（1997年退会）。1997年、評論集『俳句が文学になるとき』を中心とした業績で第19回サントリー学芸賞受賞。2003年、評論集『俳句のモダン』で第3回山本健吉文学賞評論部門受賞。同年「魚座」に入会（2006年終刊）。2008年『俳句の射程』で第9回加藤郁乎賞および第21回俳人協会評論賞受賞。現在は「件」所属。

## 著書

### 句集
- 『花盗人』私家版, 1980
- 『東京物語』弘栄堂書店, 1993
- 『黄金の街』ふらんす堂 2010

### 評論
- 『詩的ナショナリズム』冨岡書房, 1986
- 『虚子の近代 評論集』弘栄堂書店, 1989
- 『江川卓の抵抗と挑戦 「正義」に克つ』北宋社, 1989
- 『俳句が文学になるとき』五柳書院, 1996
- 『俳句をつくろう』講談社現代新書 2000
- 『俳句のモダン』五柳書院, 2002
- 『加藤郁乎論』沖積舎 2003
- 『秋の暮』沖積舎 2005
- 『俳句の射程』富士見書房 2006
- 『虚子の読み方』沖積舎, 2010
- 『黄金の街』ふらんす堂,2010
- 『路地裏の散歩者』邑書林, 2014
- 『永田耕衣の百句』ふらんす堂,2022
- 『デルボーの人: 仁平勝句集』ふらんす堂,2023

### 選集
- 『仁平勝集』邑書林(セレクション俳人)　2004
- 『仁平勝集』ふらんす堂（現代俳句文庫）2014

### 共著
- 『日本の四季旬の一句』坪内稔典,細谷亮太共著 講談社 2002